# Nyangoua
Nyangoua est une localité du Nord de la Côte d'Ivoire et appartenant au département de Boundiali, Région des Savanes. Elle se situe au sud de Kouto, en direction de Boundiali.  